# Василь, Кирилл
Кирилл Василь, (словац. Cyril Vasiľ; род. 10 апреля 1965, Кошице, Чехословакия) — словацкий прелат и куриальный сановник. Титулярный архиепископ Птолемаиды Ливийской с 7 мая 2009. Секретарь Конгрегации по делам восточных церквей с 7 мая 2009 по 20 января 2020. Ранее занимал должность ректора Папского Восточного Института. Апостольский администратор sede plena епархии Кошице с 20 января 2020.

## Ранние годы и священство
Кирилл Василь родился в Кошице, что в Словакии, в семье греко-католического священника. С 1982 по 1987 год посещал факультет богословия Кирилла и Мефодия в Братиславе. Был рукоположён в священника 14 июня 1987 года, епископом Крижевец Славомиром Микловшем, в Прешове. В 1989 году он получил лиценциат в каноническом праве в Папском Восточном Институте в Риме.

## Церковный учёный и преподаватель
15 октября 1990 году вступил в Общество Иисуса, а в 2001 совершён постриг. В 1994 году он получил степень доктора по восточному каноническому праву в Папском Восточном Институте.
В 2002 году был избран деканом факультета восточного канонического права в Папском Восточном Институте и проректором, а в мае 2007 ректором. Василь стал первым греко-католиком, который занимает этот пост.
Был советником Конгрегации по делам восточных церквей, Конгрегации Доктрины Веры и Папского Совета о Пасторскому попечению о мигрантах и странствующих. Он был назначен экспертом на собрание Синода Епископов по Евхаристии, который был проведён в 2005 году. Был также профессором в Папском Григорианском Университете в Риме, на теологическом факультете Братиславского университета и университета Трнавы. В 2003 году был назначен духовником Международной Федерации Бойскаутов Европы.
Кроме родного словацкого владеет латинским, итальянским, английским, русским, украинским, французским, немецким, испанским, греческим и церковнославянским языками.
Василь — автор многочисленных книг и статей, работал на Радио Ватикана.

## Куриальный сановник
7 мая 2009 года папа римский Бенедикт XVI назначил его титулярным архиепископом Птолемаиды Ливийской и секретарём Конгрегации по делам восточных церквей, дикастерию Римской Курии, тогда возглавляемой кардиналом Леонардо Сандри. Он наследовал Антонио Марии Вельо, который 28 февраля 2009 года стал председателем Папского Совета о Пасторскому попечению о мигрантах и странствующих.
Епископская ординация Кирилла Василя была совершена 14 июня 2009 года, в его 22-летнюю годовщину рукоположения в сан священника. Хиротонию совершал бывший епископ Крижевец Славомир Микловш, которому сослужили архиепископ Прешова Ян Бабьяк, иезуит, и епископ Кошице Милан Хаутур.
20 января 2020 года Папа Франциск назначил архиепископа Кирилла Василя апостольским администратором sede plena епархии Кошице